# Michaela Axt-Gadermann
Michaela Axt-Gadermann (* 1967 in Fulda) ist eine deutsche Buchautorin und Professorin für Integrative Gesundheitsförderung an der Hochschule Coburg.

## Leben
Michaela Axt-Gadermann ist Ernährungsmedizinerin, Sportmedizinerin und Dermatologin und hat als Ärztin und Oberärztin in verschiedenen Kliniken und Praxen gearbeitet.
Seit 2007 ist sie als Professorin für Gesundheitsförderung an der Hochschule für angewandte Wissenschaften in Coburg im Studiengang Integrative Gesundheitsförderung tätig. Ihre Forschungsschwerpunkte sind das Hautmikrobiom und das Darmmikrobiom sowie Fasten und Gewichtsmanagement. Hierzu sind zahlreiche Studien und Veröffentlichungen erschienen. Neben wissenschaftlichen Publikationen hat sie sich vor allem als Autorin von Sachbüchern einen Namen gemacht. 

## Schriften (Auswahl)
- Der Neue Fasten Code. Südwest Verlag, München 2024, ISBN 978-3517103532.
- Der Abnehmkompass. Südwest Verlag, München 2023, ISBN 978-3517100968.
- Mikrobiomanalyse verstehen und richtig interpretieren. Für alle erhältlichen Darmflora-Tests geeignet. Südwest Verlag, München 2022, ISBN 978-3-517-10137-8.
- Gesund mit Darm. Fitter, gelassener und jünger mit dem richtigen Mikrobiom. Südwest Verlag, München 2020, ISBN 978-3-517-09932-3.
- Hygiene in Zeiten von Corona. - Eine Handreichung zur Vorbeugung. Südwest Verlag, München 2020.
- mit Stefanie Burmeister: Goodbye Cellulite. Das Erfolgsprogramm für straffes Bindegewebe. Südwest Verlag, München 2019, ISBN 978-3-517-09853-1.
- Power für die Schilddrüse: Alles für einen gesunden Hormonhaushalt. Südwest Verlag, München 2018, ISBN 978-3-517-09724-4.
- mit Regina Rautenberg: Schlank mit Darm Kochbuch: 100 Rezepte für eine gesunde Darmflora. Südwest Verlag, München 2018, ISBN 978-3-517-09643-8.
- mit Regina Rautenberg: Schön mit Darm: Strahlendes Aussehen durch einen gesunden Darm. Südwest Verlag, München 2017, ISBN 978-3-517-09614-8.
- mit Regina Rautenberg: Schlau mit Darm: Glücklich und vital durch ein gesundes Darmhirn. Südwest Verlag, München 2016, ISBN 978-3-517-09469-4.
- mit Regina Rautenberg: Schlank mit Darm: Das 6-Wochen-Programm. Das Praxisbuch. Südwest Verlag, München 2015, ISBN 978-3-517-09422-9.
- Schlank mit Darm: Mit der richtigen Darmflora zum Wunschgewicht. Südwest Verlag, München 2014, ISBN 978-3-517-09365-9.
- mit Peter Axt: Was Kinder schlau und glücklich macht. Lernen erleichtern und Schulleistungen optimal fördern. Herbig Verlag, München 2010, ISBN 978-3-7766-2641-4.
- Dermatologische Aspekte des Doping. In: Doping: Wirkstoffe, fachärztliche und interdisziplinäre Aspekte. Schattauer Verlag, Stuttgart 2010, ISBN 978-3-7945-6537-5.
- mit Peter Axt: Vom Glück der kleinen Schritte. Step by step das Gewohnheitstier in uns überlisten. Herbig Verlag, München 2008, ISBN 978-3-7766-2584-4.
- mit Peter Axt, Sylvia Schmitt: Einfach besser essen. Die Ernährungsformel für Gesundheit und Leistungsfähigkeit. Mit großem Rezeptteil. Herbig Verlag, München 2007, ISBN 978-3-7766-2515-8.
- mit Peter Axt: Skin Food. Jugendliche, gesunde Haut durch typgerechte Ernährung. Herbig Verlag, München 2006, ISBN 978-3-7766-2466-3.